# زاد الراكب

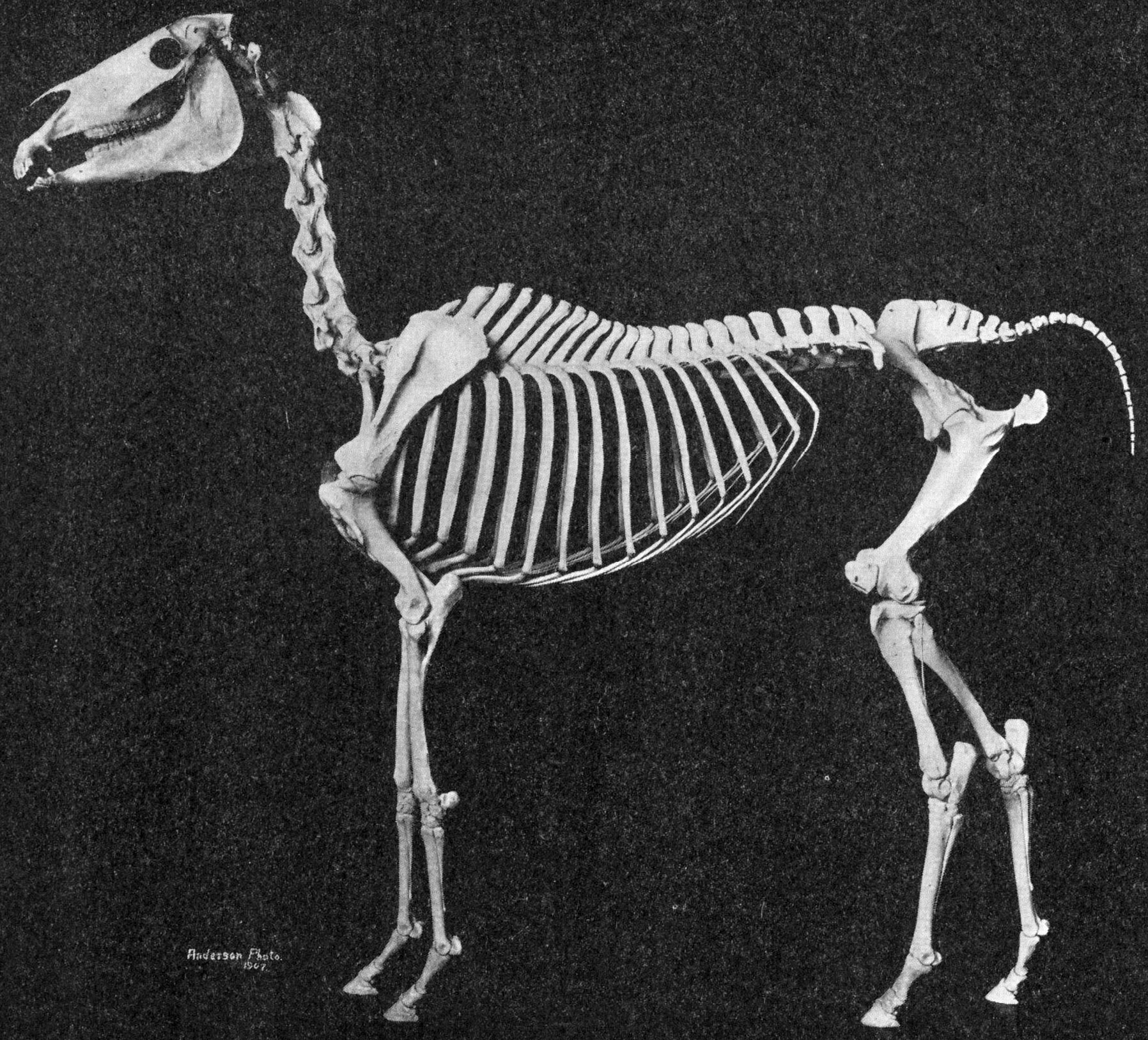
ًالهيكل العظمي للحصان العربي

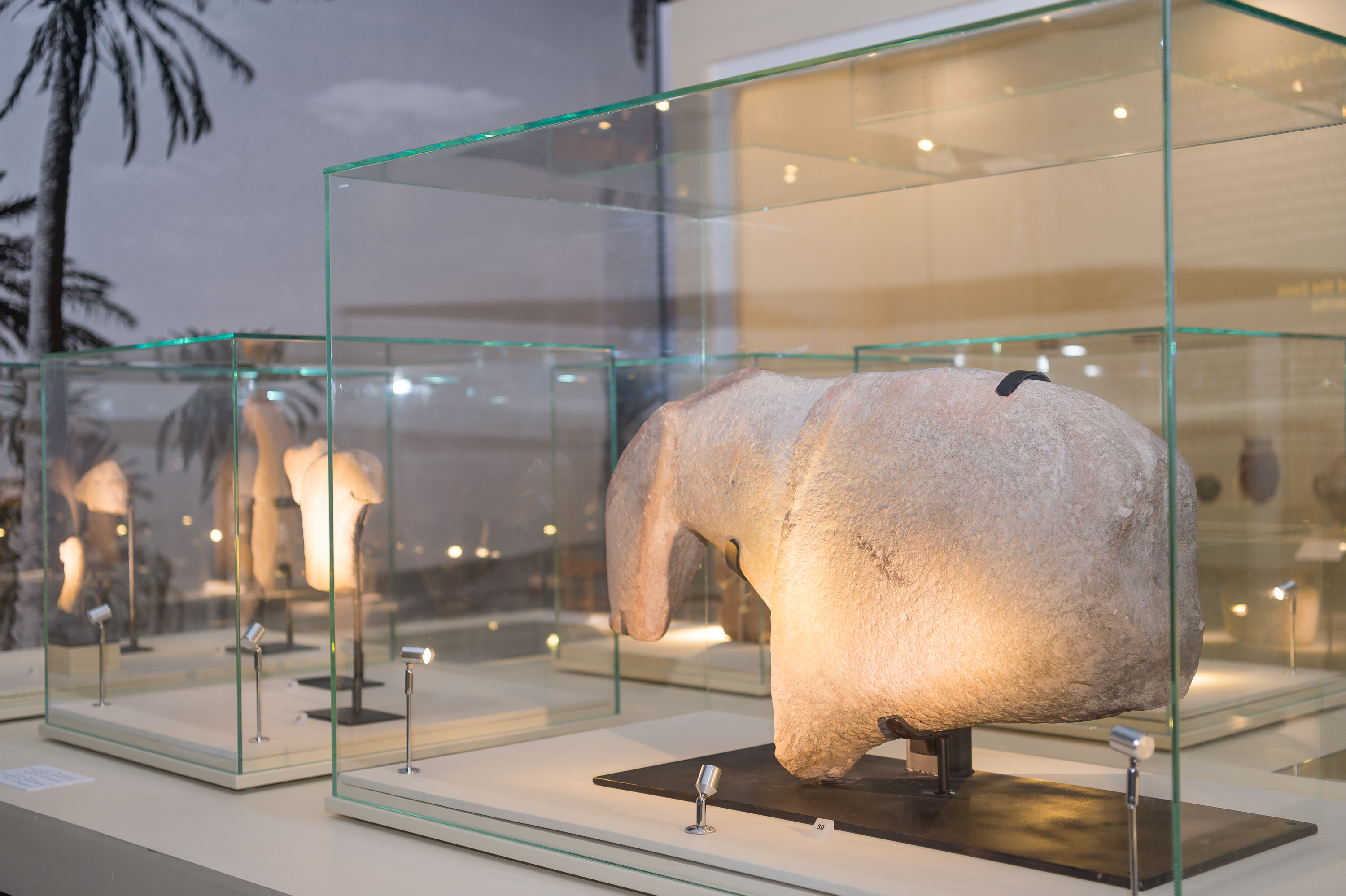
نحت حجري كبير لخيل في موقع المقر في نجد، ويعد اكتشافا أثريا مهما على المستوى العالمي حيث أن آخر الدراسات حول استئناس الخيل تشير إلى حدوث هذا الاستئناس لأول مرة في أواسط آسيا كازاخستان منذ 5500 سنة قبل الوقت الحاضر، وهذا الاكتشاف يؤكد أن استئناس الخيل تم في شبه الجزيرة العربية قبل هذا التاريخ بزمن طويل. ويحمل هذا التمثال ملامح الخيل العربية الأصيلة ويبدو ذلك واضحا في طول الرقبة وشكل الرأس. كما يوجد على رأس التمثال شكل واضح للجام يلتف على رأس الخيل، مما يشكل دليلا قاطع على استئناس الخيل.

زاد الراكب: هو فرس ،هو من بقية جياد النبي سليمان بن داوود.  أن زاد الراكب أصل الخيل العربي، وفي ابن الكلبي وهب بْن وهب الأنصاري أن زاد الراكب أصل خيل العرب حصلوا عليه من سليمان بن داود، وقالوا: «يقال إن أصل خيل العرب من فرس زوده سليمان عليه السلام، ناسا من الازد  ازد عمان يقال له: زاد الركب».
أما الأدلة الأثرية حتى تسعينات القرن الماضي ترجع أصول الخيول العربية إلى 4,500 – 5,000 سنة،وتزعم تلك الدراسات أن البدو استطاعوا تَرْوِيض الخيل العربي في صحراء الجزيرة العربية قبل 4,000 سنة تقريبا،وقد دحضت تلك الدراسات عندما عثر على تماثيل للخيول في حضارة المقر ودلائل على استئناس الخيل العربي قبل 8 آلاف سنة، مما ترتب على ذلك مراجعة للدراسات القديمة، كما تم العثور على رسوم نقوش للخيل على نطاق واسع في الجزيرة العربية.  أما مزاعم أن سليمان الذي عاش في القرن التاسع قبل الميلاد هو من أهدى العرب فرساً فعرفوا الخيل بفضله، وقبل ذلك لم يكن يعرفوه، هي من الإسرائيليات والأساطير والميثولوجيا، وقد تسللت تلك الميثولوجيا من الإسرائيليات ومن دلائل ذلك نقل ابن الكلبي أساطير خيول سليمان المجنحة، وغير ذلك.

## مزاعم الرواة

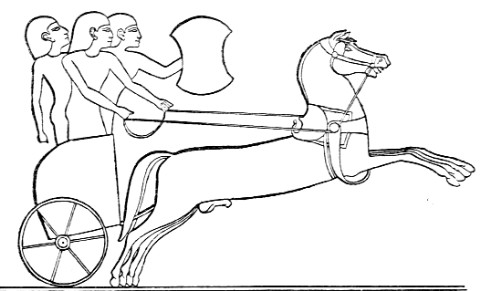
عثر على هيكل عظمي لخيل عربي في شبه جزيرة سيناء يرجع تاريخه إلى عام 1700 قبل الميلاد، وهو أقدم دليل مادي على وجود الحصان في مصر القديمة. كان لهذا الحصان رأس دقيق الشكل، وعين كبيرة، وأنف صغير صغيرة، وفيه جميع خصائص الحصان العربي. وهذا دليل على تواجد عربي في سيناء منذ القدم أو أن يكون الحيثيون قدموا به في غزو مصر..

اشتهرت بعض الجياد في الجاهلية بشدة عَدوها فلا تدانيها في العدو خيول أخرى، ومنها فرس تدعى «زاد الركب» «زاد الراكب»، قالوا: إن أصل خيل العرب من نتاجه. وقد زعم أبو عبد الله بن الأعرابي وابن الكلبي عن أبيه - وهو متروك الحديث - عن ابن عباس أن زاد الراكب من بقية جياد سليمان بن داود، وأن وفدًا من العماليق أو الأزد، وفدوا عليه، فلما فرغوا من حوائجهم سألوه أن يعطيهم فرسًا من تلك الخيل، فأعطاهم فرسًا كانوا لا ينزلون منزلًا إلا ركبه أحدهم للقنص، فلا يفلته شيء وقعت عينه عليه من ظبي أو بقر أو حمار، إلى أن قدموا بلادهم فقالوا: ما لفرسنا هذا اسم إلا زاد الراكب، فسموه زاد الراكب، فأصل فحول العرب من نتائجه.
وزعم إخباريون آخرون أن سليمان بن داود لما كان يمسح أعناق خيله ويسوقها طار منها ثلاثة أفراس لما رأت أباها يقتل؛ فوقع فرس في ربيعة، وفرس في خُشَيْن، وفرس في بهراء، فحملوهم على خيولهم وكانت هُجْناً، فلما نُتِجَتْ تلك الأفراس طارت فرجعت إلى البحر، وتناتجت الخيل بعضها من بعض.
والأغرب من تلك الروايات، هو ما حكاه ابن الكلبي عن قصة امتلاك سليمان للخيل، قائلاً:«إن الله تعالى أخرج له مائة فرس من البحر لها أجنحة. وكان يقال لتلك الخيل: الخير. فكان يراهن بينها ويجريها. ولم يكن شيء أعجب إليه منها».وتظهر الأسطورة جليا في روايات ابن الكلبي عن نشأة الخيل العربي، وقد كانت روايته مادة لكثير من بعده فتناقلها الإخباريون العرب دون إعمال العقل في النقل.